# Southern View
Southern View es una villa ubicada en el condado de Sangamon en el estado estadounidense de Illinois. En el Censo de 2010 tenía una población de 1642 habitantes y una densidad poblacional de 1.235,83 personas por km².

## Geografía
Southern View se encuentra ubicada en las coordenadas 39°45′21″N 89°39′4″O / 39.75583, -89.65111. Según la Oficina del Censo de los Estados Unidos, Southern View tiene una superficie total de 1.33 km², de la cual 1.33 km² corresponden a tierra firme y (0%) 0 km² es agua.

## Demografía
Según el censo de 2010, había 1642 personas residiendo en Southern View. La densidad de población era de 1.235,83 hab./km². De los 1642 habitantes, Southern View estaba compuesto por el 94.15% blancos, el 2.5% eran afroamericanos, el 0.37% eran amerindios, el 1.04% eran asiáticos, el 0% eran isleños del Pacífico, el 0.37% eran de otras razas y el 1.58% pertenecían a dos o más razas. Del total de la población el 1.64% eran hispanos o latinos de cualquier raza.